# Гаванел (Прахова)
Гаванел (рум. Găvănel) насеље је у Румунији у округу Прахова у општини Думбравешти. Oпштина се налази на надморској висини од 250 m.

## Становништво
Према подацима из 2002. године у насељу је живело 185 становника, од којих су сви румунске националности.